# Вифлеємська каплиця

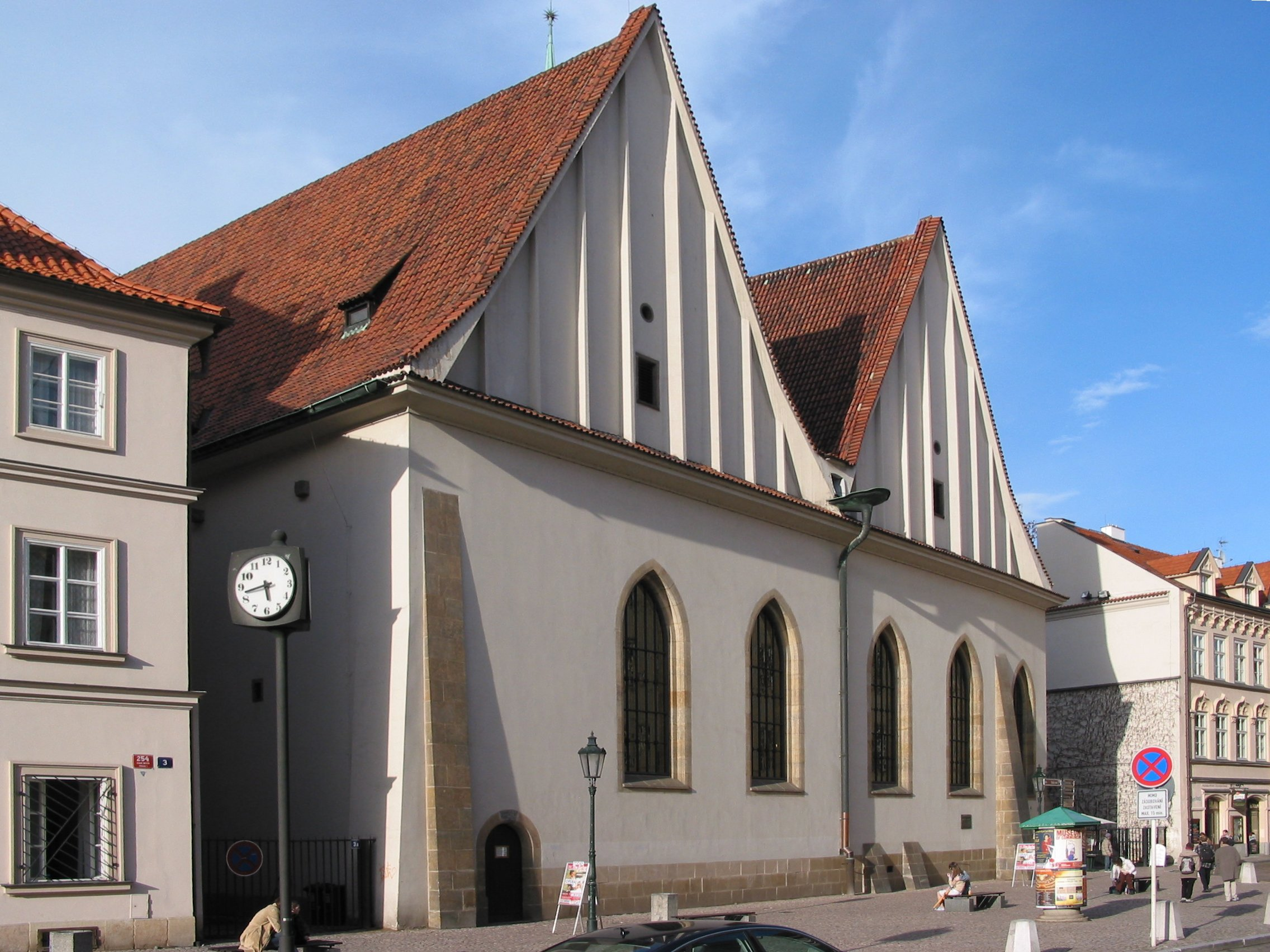
Вифлеємська каплиця в Празі

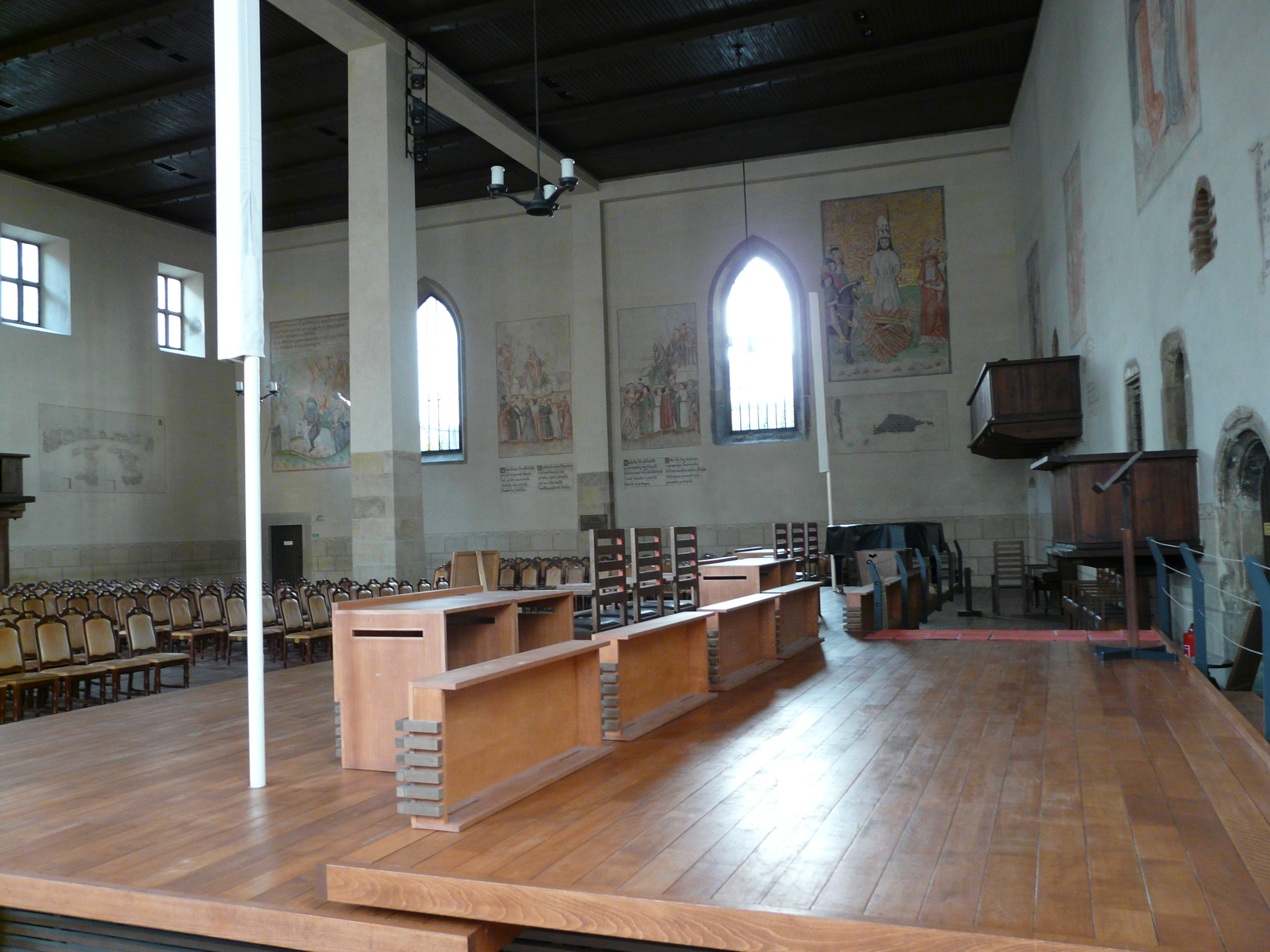
Інтер'єр каплиці

50°05′04″ пн. ш. 14°25′03″ сх. д. / 50.084305555556° пн. ш. 14.4175° сх. д.
Вифлеємська каплиця (чеськ. Betlémská kaple) — каплиця в Старому Місті, районі Праги; одна з найвідоміших історичних споруд міста.

## Опис
Готичну каплицю збудували у Старому Місті 1391 року. Спочатку каплиця призначалася для проведення богослужінь чеською мовою. Відомою каплиця стала завдяки своєму проповіднику і священику у 1402—1413 Яну Гусу. Після вигнання Гуса з Праги, богослужіння проводив його послідовник Якубек з Стржібра, що звершив першу месу «під обома видами» (хлібом і вином) у 1414. Таким чином каплиця стала першою церквою де проводилися гуситські богослужіння. Під час контрреформації каплицю було перетворено на католицький храм. У 1786 році частина каплиці була зруйнована за розпорядженням міської влади. Відновлення каплиці відбулося у 1948 та 1954 роках. У 2009 в каплиці відбулася презентація нового перекладу Біблії чеською мовою.

## Історія
Вифлеємська каплиця була закладена 24 травня 1391 року Ганушем з Мюльгайму та Яном Кржіжем. Будівництво тривало з 1391 по 1394 роки. Від самого заснування вона була призначена для проповідування народною, чеською мовою. Оскільки за початковим задумом споруда не призначалася для проведення літургії (звершення євхаристії), вона була названа каплицею, що означало що за церковною спорудою не закріплено окремого пресвітера (священика). Після обрання 1402 року Яна Гуса, що проповідував у каплиці, ректором Карлового університету, каплиця використовувалася для університетських цілей. Доволі часто каплицю відвідувала друга жінка короля Вацлава IV, Софія Баварська, що любила слухати проповіді Гуса. Пізніше, під час ув'язнення Гуса в Констанці, у каплиці таки почали проводити євхаристію «під обома видами», що було одним з найважливіших пунктів гуситської релігійної реформи.
За доби пізнього середньовіччя та епохи Відродження каплиця слугувала за повноцінну парафіяльну церкву. Часто згадувалася проповідницька діяльність Яна Гуса. У 1521 тут проповідував Томас Мюнцер. 1548 року відбувся ремонт каплиці «на честь та славу Божу та пам'яті Учителя Яна Гуса». У той період цілий ряд визначних мешканців Праги було поховано у каплиці. Згідно з указом Рудольфа II каплицю було передано до громади Братської Єдноти. У 1622 році Фердинанд ІІ віддав каплицю до розпорядження ордену Єзуїтів, що тоді опікувалося справами університету. Вже 1638 року вони були змушені повернути каплицю до університету, але 1661 року знову її придбали разом з навколишніми спорудами, заснувавши тут семінарію св. Вацлава. Після заборони єзуїтського ордену у 1773 році, каплиця слугувала за філіал до церкви святого Егідія (sv. Jiljí), розташованої неподалік, але у 1786 році була зруйнована, через її аварійний стан. Кілька десятиліть залишки каплиці слугували за склад дерева. 1836—37 тут було збудовано багатоквартирний чотириповерховий будинок. У 1919 році, після детального вивчення, було виявлено, що залишки первинної будови знаходяться у гарному стані (увесь фундамент каплиці виявився цілим). За ініціативи Зденка Неєдлего 1948 року було прийнято рішення про відновлення каплиці; будинок було націоналізовано і зруйновано, мешканці переселені.
Реконструкція каплиці була спроєктована архітектором Ярославом Фрагнером на замовлення представників комуністичного керівництва країни, що стверджував свою легітимність частково й гуситською спадщиною. За словами самого Фрагнера: «сенсом реконструкції не було відновлення пам'ятки як цільової споруди, але зведення пам'ятнику чеському гуситству». Реконструкція тривала між 1950—1952 роками. Каплицю, що здебільшого слугувала для соціалістичних пропагандистських зібрань та інших громадських зборів, 1987 року було передано до Чеського технічного університету. Після реставрації 1992 року знову була відкрита для зборів. У каплиці проводяться церемонії вступу та випуску студентів, урочисте призначення професорів, та інші подібні акції. Також за різних урочистостей проводяться екуменічні богослужби.